# Bathyraja
Bathyraja es un género de peces de la familia de los Rajidae en el orden de los Rajiformes. Bathyraja es el género más diverso de rayas, conteniendo entre 41 a 45 especies que se distribuyen en el Océano Pacífico Norte.

## Distribución
Se encuentra predominantemente en plataforma y taludes continentales por debajo de 360 metros (1181,1 pies) hasta 2900 metros (9514,4 pies) de profundidad a nivel del Océano Pacífico norte, desde Japón hasta el Mar de Bering, y en el sur hasta la costa norte de Baja California, México.

## Especies
- Bathyraja abyssicola (Gilbert, 1896)
- Bathyraja aguja (Kendall y Radcliffe, 1912)
- Bathyraja albomaculata (Norman, 1937)
- Bathyraja aleutica (Gilbert, 1896)
- Bathyraja andriashevi (Dolganov, 1985)
- Bathyraja bergi (Dolganov, 1985)
- Bathyraja brachyurops (Fowler, 1910)
- Bathyraja caeluronigricans (Ishiyama y Ishihara, 1977)
- Bathyraja cousseauae (Díaz de Astarloa, Juan Martín, Mabragana y Ezequiel, 2004)
- Bathyraja diplotaenia (Ishiyama, 1952)
- Bathyraja eatonii (Günther, 1876)
- Bathyraja fedorovi (Dolganov, 1985)
- Bathyraja griseocauda (Norman, 1937)
- Bathyraja hesperafricana (Stehmann, 1995)
- Bathyraja hubbsi (Ishihara y Ishiyama, 1985)
- Bathyraja interrupta (Gill y Townsend, 1897)
- Bathyraja irrasa (Hureau y Ozouf-Costaz, 1980)
- Bathyraja isotrachys (Günther, 1877)[16]
- Bathyraja lindbergi (Ishiyama y Ishihara, 1977)
- Bathyraja longicauda (De Buen, 1959)
- Bathyraja maccaini (Springer, 1971)
- Bathyraja macloviana (Norman, 1937)
- Bathyraja maculata (Ishiyama y Ishihara, 1977)
- Bathyraja magellanica (Philippi, 1902)
- Bathyraja mariposa (Stevenson, Orr, Hoff y McEachran, 2004)
- Bathyraja matsubarai(Ishiyama, 1952)
- Bathyraja meridionalis (Stehmann, 1987)
- Bathyraja minispinosa (Ishiyama y Ishihara, 1977)
- Bathyraja multispinis (Norman, 1937)
- Bathyraja murrayi (Günther, 1880)
- Bathyraja notoroensis (Ishiyama y Ishihara, 1977)
- Bathyraja pallida (Forster, 1967)
- Bathyraja papilionifera(Stehmann, 1985)
- Bathyraja parmifera (Bean, 1881)
- Bathyraja peruana (McEachran y Miyake, 1984)
- Bathyraja pseudoisotrachys (Ishihara y Ishiyama, 1985
- Bathyraja richardsoni (Garrick, 1961)
- Bathyraja scaphiops(Norman, 1937)
- Bathyraja schroederi (Krefft, 1968)
- Bathyraja shuntovi (Dolganov, 1985)
- Bathyraja simoterus (Ishiyama, 1967)
- Bathyraja smirnovi (Soldatov y Pavlenko,
- Bathyraja smithii (Müller y Henle, 1841)
- Bathyraja spinicauda (Jensen, 1914)[
- Bathyraja spinosissima (Beebe y Tee-Van, 1941)
- Bathyraja taranetzi (Dolganov, 1985)
- Bathyraja trachouros (Ishiyama, 1958)
- Bathyraja trachura (Gilbert, 1892)
- Bathyraja tzinovskii (Dolganov, 1985)
- Bathyraja violacea (Suvorov, 1935)